# All the Time (canción de The Strokes)
«All the Time» es una canción de la banda de rock estadounidense The Strokes. El tema fue el primer sencillo del quinto álbum de estudio del grupo, Comedown Machine, y fue publicado en Internet el 13 de febrero de 2013.